# ژان-سیفرن موری
ژان-سیفرن موری (به فرانسوی: Jean-Sifrein Maury) کاردینال و شاعر قرن هجدهم میلادی اهل فرانسه است.